# Culex cinereus
Culex cinereus är en tvåvingeart som beskrevs av Theobald 1901. Culex cinereus ingår i släktet Culex och familjen stickmyggor. Inga underarter finns listade i Catalogue of Life.